# Piotr Galanza
Piotr Nikolaevici Galanza (în rusă Пётр Николаевич Галанза; n. 1 ianuarie 1893, Chișinău, Imperiul Rus – d. 24 septembrie 1982, Moscova, RSFS Rusă, URSS) a fost un jurist sovietic, specialist în istoria dreptului, precum și profesor la Universitatea de Stat din Moscova. 

## Biografie
Galanza s-a născut în 1893, într-o familie de funcționari din Chișinău (azi în Republica Moldova). În 1917 a absolvit Facultatea de Istorie și Filosofie a Universității Imperiale din Moscova. 
A participat în Războiul Civil Rus, luptând de partea Armatei Roșii. 
În 1923 a devenit asistent universitar la Universitatea din Smolensk, iar în 1924 s-a înscris la Institutul Profesorilor Roșii. A fost apoi profesor la Universitatea de Stat din Kazan, al cărei rector a fost în perioada 1928-1929. Între anii 1929-1939 a lucrat la Universitatea de Stat din Belarus. Din 1939 a fost profesor la Universitatea de Stat din Moscova.
Galanza a decedat în 1982, la 89 de ani, la Moscova.